# Xilonen Corona
La Xilonen Corona è una struttura geologica della superficie di Venere.